# 家族チャーハン
家族チャーハン（かぞくチャーハン）は、吉本興業（東京本社）所属のお笑いコンビ。2023年結成。NSC東京校25期生。主に神保町よしもと漫才劇場で活動している。UNDER5 AWARD 2024ファイナリスト。

## メンバー
大石（おおいし、1993年1月15日 - ）（32歳）
ボケ担当、立ち位置は向かって左。
- 身長175 cm、体重57 kg。血液型はB型。
- 本名、大石 啓司（おおいし けいじ）。
- 東京都練馬区出身、練馬区立関中学校、聖徳学園、青山学院大学総合文化政策学部卒業。
- 現コンビ結成以前は「ソイボール」「かつ曜」といったコンビを組んでおり、Bigという芸名でピン芸人としても一時期活動していた。
- 趣味は散歩、特技は鳥。
- 姉がいる。
- 芸人になる前は、ニートのような生活をしていた。

江頭（えがしら、1990年6月24日 - ）（35歳）
ツッコミ担当、立ち位置は向かって右。
- 身長175 cm、体重60 kg。血液型はA型。
- 本名、江頭 一馬（えがしら かずま）。
- 大阪府枚方市出身、同志社大学政策学部卒業。同志社大学「演劇集団Q」「ひげプロ企画」に所属していた。
- 現コンビ結成以前は学生時代の演劇仲間とのコンビ「ロンゲストスプリング」として活動しており、NSC東京大ライブでは第2位となった。当時は長髪だった。
- 趣味は映画、ゲーム。特技はスポーツ、小さくなる。
- 弟がいる。
- 芸人になる前は文学座に所属し、俳優として活動していた。
- 普段は眼鏡をかけているものの観客の顔が見えると緊張するという理由から、ネタの際は外している。

## 来歴
- NSC東京校25期の同期によるコンビだが、デビュー当初はそれぞれ別のコンビを組んでいた。後にお互いのコンビが解散し、結成に至った。
- 同期の元マーブルBのラジオに江頭が呼ばれ、組んでみたい人はいるかという質問に対して大石の名前を挙げ、それを聞いた大石が連絡をした。
- 結成に至った最大の理由として「具体的にこれが大好き、これめっちゃいいよなって共感するというより、これ好きなやつはちょっとダサいよな、みたいな感覚が近い」と語っている[9]。
- 「家族チャーハン」というコンビ名は、大石が結成以前から考えていた大量のコンビ名から選んだもの。他の候補には「野球ホームラン」「サッカーゴール」「野球スパイ」などがあった[13]。
- 宣材写真のポーズについて、大石は「見たことがない手の形」、江頭は「田代まさしの宣材写真」であり特に意味はない[13]。
- 2023年8月5日に行われた「Jimbochoサバイバルバトル」の結果を受け、神保町よしもと漫才劇場に所属[14]。直後にM-1グランプリ2023の1回戦を1位通過して注目を浴びるが、この時点では「マジでこのネタしかない」とポストするほどネタ数が少なかった[15]。
- UNDER5 AWARD2024ではラストイヤーで決勝進出。なお前年の大会では、1回戦にあたる動画審査で落選していた[16]。

## エピソード
- 大石の特技「鳥」は、実家で飼っていたインコが逃げた時に鳴き真似をしてみると帰ってきたというエピソードによるもの[8]。
- 江頭の特技「小さくなる」は、身長体重がほとんど同じである大石と並んでしゃがむと江頭の方が圧倒的に小さいことによるもの。これに対して、事務所の先輩であるオダウエダは「二度とやらないほうがいい」と酷評している[8]。
- stand.fmのアカウントは取得していたものの、1年以上放置していた。本人ら曰く「ただ怠惰なだけ」[17]。

## 芸風
主に漫才で、コント漫才を得意とする。大石のシュールで淡々としたボケに江頭がキレのある鋭いツッコミを入れるのが特徴。

## 出囃子
- デヴィット・ボウイ「Modern Love」

## 賞レース等での成績

### M-1グランプリ
| 年度             | 結果       | エントリー No. | 備考                         |
| ---------------- | ---------- | -------------- | ---------------------------- |
| 2022年（第18回） | 1回戦敗退  | 6076           |                              |
| 2023年（第19回） | 3回戦進出  | 1365           | 1回戦1位通過                 |
| 2024年（第20回） | 準決勝進出 | 959            | 1回戦3位通過、敗者復活戦進出 |
| 2025年（第21回） |            | 1662           |                              |

### キングオブコント
| 年度             | 結果      | 会場         | 日程    |
| ---------------- | --------- | ------------ | ------- |
| 2023年（第16回） | 1回戦敗退 | 南大塚ホール | 7月10日 |

### その他
- 2024年 ネタパレニュースター勝ち抜きパレード 3代目チャンピオン
- 2024年 UNDER5 AWARD 決勝進出[20]
- 2025年 R-1グランプリ 準々決勝進出（大石）[21]
- 2025年 第46回ABCお笑いグランプリ 準優勝[22]

## 出演

### テレビ
- ネタパレ（フジテレビ、2023年12月1日 - 12月15日・31日、2024年2月16日・23日、3月15日、4月19日、5月17日、6月7日、7月26日、8月9日、9月6日、12月31日）
- キクテレミルラジ265 （BSよしもと、2024年6月17日）
- ぴったり にちようチャップリン（テレビ東京、2025年1月25日、2月22日）
- 大悟の芸人領収書（日本テレビ、2025年6月2日・9日）

### ラジオ
- 家族チャーハンのラジオホームラン（stand.fm、2025年3月28日 - ）- 毎週金曜日
- マイナビ Laughter Night（TBSラジオ、2024年7月5日[23]、12月6日[24]）

### 配信番組
- オモ札（FANYチャンネル、2024年3月10日、3月24日）

### 単独ライブ
- 家族チャーハン初単独ライブ『その男、チャーハンにつき』（神保町よしもと漫才劇場、2024年4月6日）
- 家族チャーハン第2回単独ライブ『チャーハン-4x10月』（神保町よしもと漫才劇場、2025年3月15日）